# Cocculiniformia
De Cocculiniformia was een clade binnen de slakken. Het taxon is niet meer geldig.

## Taxonomie
De clade kende de volgende indeling:
- Superfamilie Cocculinoidea
  - Familie Bathysciadiidae
  - Familie Cocculinidae

### Indeling volgens WoRMS
Volgens WoRMS is Cocculiniformia een onderklasse met de volgende superfamilie:
- Cocculinoidea Dall, 1882